# Freddy Borg
Freddy Jan Robert Borg, född 27 november 1983 i Trelleborg, är en svensk fotbollsspelare som spelar för IFK Trelleborg.

## Karriär
Borg är uppväxt i Trelleborg och började sin fotbollskarriär i Trelleborgs FF. När han började gymnasiet så värvades han av Landskrona, där han kombinerade gymnasiestudierna med fotbollsspel i Landskrona BoIS. Därefter representerade han IFK Trelleborg. Borg köptes av Malmö FF från Trelleborg i samband med att Malmö FF sålde Zlatan Ibrahimović 2001. Han var tänkt som en ersättare men lyckades aldrig slå sig in i laget. 
2003–2004 spelade han för Höllvikens GIF innan han inför säsongen 2005 värvades till Östers IF. Han var med i laget som gick upp i Allsvenskan senare samma år. I Öster var Borg en av lagets mest tongivande spelarna och vann med sin kreativa spelstil supportrarnas hjärta. 2010 tilldelades Borg EF-trophy, priset till säsongens bästa Östersspelare, av supporterklubben East Front.
Inför säsongen 2011 klargjorde Borg att han ville fortsätta sin karriär utomlands, och 22 januari 2012 stod det klart att Hansa Rostock blev hans nya klubbadress. Den 6 juni blev Borg klar för Alemannia Aachen. I början av januari 2013 skrev han på för SV Darmstadt 98. Den 2 augusti 2013 skrev han på för azerbajdzjanska AZAL. I december samma år bröt han sitt kontrakt med klubben.
Den 6 mars 2014 skrev han på för division 1-klubben Trelleborgs FF. Kontraktet var fram till sommaren med option på förlängning säsongen ut. Klubben valde att inte förlänga kontraktet och Borg lämnade därefter TFF. Andra halvan av 2014 spelade han för Nybergsund IL i norska tredjeligan. I mars 2015 gick han till FC Höllviken.
I december 2016 skrev Borg på för Prespa Birlik. Inför säsongen 2018 återvände han till IFK Trelleborg.